# Михран
Михра́н, также Мифрен, Митрен (арм. Միհրան, др.-греч. Mιθρίνης; IV век до н. э.), — персидский военачальник из династии сатрапов Армении Ервандидов.
В 334 году до н. э. Михран командовал персидским гарнизоном в столице Лидии Сардах. Он без боя сдал город Александру Македонскому вместе со всеми хранящимися в нём сокровищами. Македонский царь оказал ему соответствующий почёт, назначил советником и взял с собой в поход. Впоследствии Александр назначил Михрана сатрапом Армении.

## Биография
В историографии существует несколько версий относительно происхождения Михрана. Канадский историк В. Хеккель назвал его персидским аристократом неизвестного происхождения. Специалисты по истории Закавказья К. Л. Туманов и Д. Лэнг считали, что Михран был сыном Ерванда II (в греческой передачи Оронта) и принадлежал к династии Ервандидов, которая с 401 года до н. э. управляла в качестве персидских сатрапов Арменией.
При Дарии III Михран был командиром гарнизона (фрурархом) в Сардах, столице Лидии. Диодор Сицилийский назвал Михрана сатрапом. Данное обозначение поста Михрана у античного историка является, скорее всего, ошибочным. Однако не исключено, что он взял на короткое время соответствующие функции после гибели прежнего сатрапа Спифридата в битве при Гранике 334 года до н. э. с войском Александра Македонского.
После поражения персов при Гранике Михран вместе с другими сардскими аристократами направился навстречу македонскому войску. Он без боя сдал город Александру вместе со всеми хранящимися в нём сокровищами. Арриан утверждал, что Александр оказал Михрану соответствующий почёт и взял в поход. Назначение советником перебежчика имело пропагандистское значение. Александр показывал другим персидским вельможам, что переход на его сторону будет вознаграждён. Квинт Курций Руф писал, что македонский царь после битвы при Иссе 333 года до н. э. хотел отправить к пленным членам семьи Дария III Михрана, однако затем посчитал, что вид перебежчика будет им неприятен, и поручил визит Леоннату.
Последнее упоминание Михрана в античных источниках связано с его назначением после битвы при Гавгамелах 331 года до н. э. сатрапом Армении.
Данная информация предполагает множество вопросов и гипотез. На момент назначения Михрана Армения находилась в управлении гипотетического отца Михрана персидского сатрапа Оронта. При описании последующих событий в роли правителя Армении также фигурирует Оронт. Э. Бэдиан посчитал, что попытка Михрана занять Армению провалилась. Возможно, во время неудачного похода он и погиб. Ещё по одной версии, Михран мог на короткое время получить власть в регионе, однако затем быть убитым или умереть от естественных причин. После этого власть в регионе восстановил прежний сатрап Оронт либо захватил его тёзка, которые признали за македонянами формальный сюзеренитет. Данная последовательность событий объясняет фрагмент речи Александра 330 года до н. э., в которой он перечисляет среди завоёванных провинций Армению. А. Б. Ранович вообще считал, что назначение Михрана было номинальным актом и не предполагало военный поход. Назначая сатрапов в непокорённые провинции империи Ахеменидов, Александр позиционировал себя новым царём.
Какая бы из версий ни соответствовала действительности, после смерти Александра в 323 году до н. э. регент Македонской империи Пердикка рассматривал Армению как одну из «мятежных провинций», которая подлежит завоеванию.

### Исследования
- Гафуров Б. Г., Цибукидис Д. И. Александр Македонский и Восток. — М.: Наука, 1980.
- Ефремов Н. В. К истории северной Малой Азии в раннеэллинистическое время. 2. Период диадохов 323—311 гг. // Античный мир и археология. — 2010. — № 14. — С. 49—93. — ISSN 0320-961X.
- Зинуров Р. В. Александр Великий, Гавгамелы и армянское войско в армии Дария (историографические аспекты) // Проблемы востоковедения. — 2020. — Вып. 87, № 1. — С. 77—82. — ISSN 2223-0564. — doi:10.24411/2223-0564-2020-10112.
- Ранович А. Б. Эллинизм и его историческая роль. — М.; Л.: Издательство АН СССР, 1950.
- Шахермайр Ф. Александр Македонский. — Ростов н/Д.: Феникс, 1997. — 576 с. — ISBN 5-85880-313-Х.
- Badian E. The Administration of the Empire (англ.) // Greece & Rome. — Cambridge University Press, 1965. — Vol. 12, no. 2. — P. 166—182. — JSTOR 642313.
- Hammond N. G. L. Alexander and Armenia (англ.) // Phoenix. — Classical Association of Canada, 1996. — Vol. 50, no. 2. — P. 130—137. — JSTOR 1192698.
- Heckel W. Who's Who in the Age of Alexander and his Successors. From Chaironea to Ipsos (338—301 BC) (англ.). — Barnsley: Greenhill Books, 2021. — 554 p. — ISBN 978-1-78438-648-1.
- Toumanoff C. The Orontids of Armenia // Studies in Christian Caucasian History (англ.). — Washington, D. C.: Georgetown University Press, 1963. — P. 277—354. — 599 p.